# On the Hop
On the Hop è un cortometraggio muto del 1913 diretto da W.P. Kellino.

## Trama
Un uomo strappa uno dei suoi stivali e arriva saltellando dal calzolaio.

## Produzione
Il film fu prodotto dalla EcKo.

## Distribuzione
Distribuito dall'Universal Pictures, il film - un cortometraggio di 113 metri - uscì nelle sale cinematografiche britanniche nel luglio 1913.